# Вельке Уляни
Вельке Уляни (словац. Veľké Úľany, угор. Nagyfödémes) — село, громада в окрузі Ґаланта, Трнавський край, західна Словаччина. Кадастрова площа громади — 41,86 км². Населення — 4523 особи (за оцінкою на 31 грудня 2017 р.).
Село розташоване за ~12 км на захід від адмінцентру округу міста Ґаланта.

## Історія
Поселення відоме з прадавніх часів. Перша згадка 1221 року.
1541 року знищене турками.
У 1938—1945 рр. під окупацією Угорщини.

## Транспорт
Автошляхи:
- (Cesty II. triedy) II/510.
- (Cesty III. triedy) III/1067, III/1356.

## Населення
| Рік:            | 1994. | 2004.   | 2014.   | 2024.    |
| --------------- | ----- | ------- | ------- | -------- |
| Кількість осіб: | 4215  | 4269    | 4441    | 5011     |
| Різниця:        |       | +1,28 % | +4,02 % | +12,83 % |

| Рік:            | 2023. | 2024.   |
| --------------- | ----- | ------- |
| Кількість осіб: | 4989  | 5011    |
| Різниця:        |       | +0,44 % |